# Берестейська вежа
Берестейська вежа була збудована у Бересті, яке з кінця ХІІ ст. перейшло під управління волинських князів від турово-пінських.

## Історія
Володимир Василькович збудував біля злиття річок Буг і Мухавець нові дерев'яні фортифікації замку і вимурував посеред них з каміння вежу-стовп та заклав першу муровану церкву міста. Князь збудував також Кам'янецьку вежу, на яку згідно літопису була схожа Берестейська вежа. Аналогічні стовпи «волинського типу» були збудовані у Гродно, Турові, Новогрудку. Князь Мстислав Данилович збудував аналогічну вежу у Чорторийську. На 1288 міщани Берестя виступили проти князя Мстислава Даниловича, визнаючи владу його племінника Юрія І.
Очевидно, що тоді при суперечці за Берестя оборонна вежа вперше могла відіграти якусь військову функцію. Після 9-денної облоги замок з 5-ма вежами захопив Казимир ІІІ (1349), передавши його ВКЛ (1351). Замок 1379 захопили хрестоносці, а вже 1409 тут зустрілись Владислав Ягайло, Вітовт, хан Джалал Ад Дін розробляючи плани війни з хрестоносцями. На 1500 замок витримав облогу 15 тисяч татар хана Менґлі I Ґерая. У XVI ст. поновили завершення дерев'яних веж, стін замку, а наприкінці століття звели навколо міста, замку земляні бастіонні фортифікації, які здобули 1648 козаки. До 1655 фортифікації модернізували і їх не змогло здобути московське військо Урусова і Боратинського. Вже у травні 1657 гарнізон піддався шведам Карла Густава і семигородського князя Юрія Ракоці, отримавши право вільного виходу з міста. При відновленні фортифікацій московське військо Івана Хованського 13 січня 1660 захопило місто, яке за рік відбили поляки. Замок знову захопили шведи генерала Меєрфельдена в час ІІІ Північної війни (1706).
Вежа і замок простояли до 1830-х років, коли її розібрали при спорудження Берестейської фортеці. Ні обміри вежі, ні її вигляд не збереглись.